# Aplanétisme
L’aplanétisme est une propriété des systèmes optiques dioptriques, catoptriques et catadioptriques capables, pour un objet étendu perpendiculaire à l'axe optique, de former une image perpendiculaire à l'axe optique. Plus précisément, un système optique est aplanétique pour un couple de points {\displaystyle A} et {\displaystyle A'}  :
- s'il est stigmatique pour un couple de points conjugués {\displaystyle A} et {\displaystyle A'} situés sur l'axe optique ;
- et si l'image {\displaystyle B'} d'un point {\displaystyle B} situé au voisinage de {\displaystyle A} et dans le même plan perpendiculaire à l'axe optique, se forme dans le même plan perpendiculaire à l'axe optique que {\displaystyle A'} ;
- et s'il est stigmatique pour le couple de points conjugués {\displaystyle B} et {\displaystyle B'}.

L'aplanétisme peut s'exprimer mathématiquement par la condition des sinus d'Abbe : {\displaystyle n\cdot {\overline {AB}}\cdot \sin \alpha =n'\cdot {\overline {A'B'}}\cdot \sin \alpha '}, que doit remplir un système optique stigmatique pour être aplanétique.

## Historique
Le terme d'aplanétisme a été emprunté à l'anglais aplanatic et est employé depuis au moins 1794. « Aplanatic » et « aplanétisme » dérivent du grec ancien άπλάνητος utilisé depuis le Ier siècle et voulant dire « qui n'erre pas », « qui ne trompe pas ». 
La première approche mathématique des achromats fut effectuée en 1760 par Samuel Klingenstierna : à cette époque ils étaient appelés lentilles aplanétiques. 
Ernst Abbe nomme aplanétique tout objectif dénué d'aberration sphérique.

## Expression mathématique de l'aplanétisme

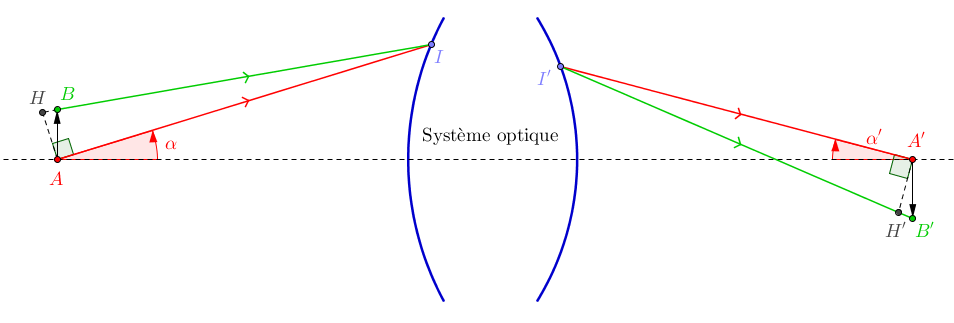
Système optique aplanétique : présentation des notations

{\displaystyle n} et {\displaystyle n'} sont les indices de réfraction en amont et en aval du système optique.
Le système optique est supposé stigmatique pour le couple de points conjugués {\displaystyle A} et {\displaystyle A'}. Il en résulte que le chemin optique {\displaystyle {\mathcal {L}}_{AA'}} est constant quel que soit le rayon qui traverse le système optique.
De même, le système optique est stigmatique pour le couple de points conjugués {\displaystyle B} et {\displaystyle B'} de sorte que chemin optique {\displaystyle {\mathcal {L}}_{BB'}} est lui aussi constant. Par conséquent, la différence {\displaystyle {\mathcal {L}}_{AA'}-{\mathcal {L}}_{BB'}} est constante.
En considérant maintenant le point {\displaystyle B} au voisinage de {\displaystyle A} et situé dans un plan perpendiculaire à l'axe optique passant par {\displaystyle A}. Les deux points étant très proches l'un de l'autre, on se permet d'écrire que les deux rayons (provenant de {\displaystyle A} et de {\displaystyle B}) au point {\displaystyle I} émergent par un même point {\displaystyle I'}. {\displaystyle \alpha } et {\displaystyle \alpha '} sont les angles orientés entre l'axe optique et les rayons respectivement incident et émergent. La différence des chemins optiques peut alors s'écrire : 
{\displaystyle {\mathcal {L}}_{AA'}-{\mathcal {L}}_{BB'}\simeq n\cdot ({AI}-{BI})+n'\cdot ({I'A'}-{I'B'})}.
En faisant l'approximation {\displaystyle AI\simeq HI} et {\displaystyle I'H'\simeq I'A'} :
{\displaystyle {\mathcal {L}}_{AA'}-{\mathcal {L}}_{BB'}\simeq n\cdot {\overline {HB}}-n'\cdot {\overline {H'B'}}=n\cdot {\overline {AB}}\cdot \sin \alpha -n'\cdot {\overline {A'B'}}\cdot \sin \alpha '}..
En étudiant le cas particulier {\displaystyle \alpha =0}, on peut écrire que {\displaystyle {\mathcal {L}}_{AA'}-{\mathcal {L}}_{BB'}=0} et en déduire la relation nommée condition des sinus d'Abbe :
{\displaystyle n\cdot {\overline {AB}}\cdot \sin \alpha =n'\cdot {\overline {A'B'}}\cdot \sin \alpha '}.
En utilisant le grandissement transversal {\displaystyle \gamma _{t}={\frac {\overline {A'B'}}{\overline {AB}}}}, on peut également écrire cette relation sous la forme :
{\displaystyle {\frac {\sin \alpha }{\sin \alpha '}}={\frac {n'}{n}}\cdot \gamma _{t}}.
Une autre condition peut en être déduite, la condition de Herschel, qui se note {\displaystyle n\cdot \mathrm {d} x\cdot \sin {(\theta /2)}^{2}=n'\cdot \mathrm {d} x'\cdot \sin {(\theta ^{'}/2)}^{2}}, concerne les objets étendus sur l'axe optique en lien avec le grandissement longitudinal ; {\displaystyle \mathrm {d} x} est un écart infinitésimal de l'objet et {\displaystyle \mathrm {d} x'} un écart infinitésimal de l'image sur l'axe optique,.
D'une part la relation des sinus d'Abbe mène à {\displaystyle {\frac {\sin(\alpha /2)}{\sin(\alpha ^{'}/2)}}{\frac {\cos(\alpha /2)}{\cos(\alpha ^{'}/2)}}={\text{constante}}}. D'autre part la relation de Hershel mène à {\displaystyle {\frac {\sin(\alpha /2)}{\sin(\alpha ^{'}/2)}}={\text{constante}}}. Ces deux relations ne sont compatibles que pour {\displaystyle |\alpha |=|\alpha '|}. Les seuls cas sont le centre du miroir sphérique et le miroir plan, on a donc incompatibilité des conditions d'Abbe et Herschel en général.

## Aplanétisme approché
Dans le cadre de l'approximation de Gauss, le stigmatisme est dit approché : en première approximation, chaque point objet d'un système centré possède un conjugué stigmatique. L'approximation de Gauss permet de considérer de la même manière l'aplanétisme comme approché.
On parle souvent de systèmes aplanétiques dès lors que l'aberration sphérique et/ou la coma sont corrigées.

## Propriétés et cas particuliers
- Les points de Weierstrass sont rigoureusement stigmatiques et aplanétiques, propriétés utilisées dans les objectifs de microscope par exemple[1].
- Le miroir plan est rigoureusement stigmatique et aplanétique.
- Les dioptres sphériques sont aplanétiques pour le point image et objet confondus avec le centre de courbure.
- De la même manière un miroir sphérique est aplanétique pour son centre et les points de sa surface
- Un miroir parabolique quant à lui peut être stigmatique pour son foyer mais n'est pas aplanétique[1].
- Dans un système aplanétique, en radiométrie, l'étendue géométrique d'un faisceau entrant est conservée[9].